# Моніка Матисова
Моніка Матисова (словац. Monika Matysová; нар. 29 грудня 1981, Нітра, Чехословаччина) — словацька футболістка, захисниця та півзахисниця.

## Клубна кар'єра
Футбольну кар'єру розпочала 1994 року в «Нітрі», а влітку 2004 року перейшла до «Славії» (Прага). Півроку провела в Чехії, після чого повернулася додому й під час зимової перерви сезону 2004/05 років приєдналася до ФК «Ротокса» (Нітра). Влітку 2005 року повернулася до Праги й приєдналася до місцевої «Спарти». У команді швидко стала провідною гравчинею. 1 липня 2010 року переїхала через Альпи до «Санкт-Пельтен».

## Кар'єра в збірній
З 2005 по 2016 рік виступала за національну збірну Словаччини.